# 풀 모션 비디오
풀 모션 비디오(full motion video, FMV)는 미리 녹화된 비디오 파일(스프라이트, 벡터, 3차원 모델가 아닌)에 의존하여 게임 내 액션을 표출하는 비디오 게임 내레이션 테크닉이다. 수많은 게임들이 컷씬 중에 정보를 표출하는 하나의 수단으로서 FMV를 사용하지만 주로 FMV를 통해 표현되는 게임들은 풀 모션 비디오 게임 또는 인터랙티브 무비라고 부른다.
초창기 1980년대는 FMV 게임의 경우 레이저디스크에만 거의 예외적으로 사용되었다. 수많은 아케이드 게임들이 기술을 사용하였으나 궁극적으로는 일시적인 유행으로 간주되었고 점차 덜 이용하게 되었다. 초기 1990년대 들어 FMV 게임들의 관심이 다시 일자 광 디스크의 보급을 통해 나이트 트랩(1992), 7번째 손님(1993), 판타스마고리아(1995), 폴리스 퀘스트 특별기동대(1995) 등 오리지널 FMV 기반 컴퓨터 게임들이 대량으로 쏟아지기 시작했다. 3DO, CD-i, 메가 CD 등 CD 기반 콘솔들은 인터랙티브 FMV 게임플레이의 개념을 가져다주었다. 디지털 픽처스, 아메리칸 레이저 게임스와 같은 기업들이 설립되어 풀 모션 비디오 게임들을 제작하기에 이르렀다.

## 같이 보기
- 인터랙티브 필름